# Quinton Patton
Quinton Arne Patton (Nashville, 9 agosto 1990) è un ex giocatore di football americano statunitense che ha giocato nel ruolo di wide receiver. Fu scelto nel corso del quarto giro (128º assoluto) del Draft NFL 2013 dai 49ers. Al college ha giocato a football alla Louisiana Tech University.

## Carriera professionistica

### San Francisco 49ers
Patton era considerato uno dei migliori wide receiver selezionabili nel Draft NFL 2013 e fu scelto nel corso del quarto giro dai San Francisco 49ers. Debuttò come professionista nella vittoria della settimana 1 contro i Green Bay Packers. La sua stagione da rookie si concluse con 34 yard ricevute in 6 presenze, nessuna delle quali come titolare. Nella successiva continuò a trovare poco spazio, ricevendo 3 passaggi per 44 yard in 4 partite.

## Statistiche
| Partite totali         | 26  |
| Partite da titolare    | 4   |
| Ricezioni              | 36  |
| Yard su ricezione      | 472 |
| Touchdown su ricezione | 1   |

Statistiche aggiornate alla stagione 2015